# Эфендиляр (Губадлинский район)
Эфендиляр (азерб. Əfəndilər) — село в Губадлинском районе Азербайджана.

## География
Расположено на правом берегу реки Акера.

## Топонимика
Прежним названием села было Тюрк Эфендилар. В 19 веке рядом с селом было другое село Курд Эфендилар. По словам местных жителей, основателем села является — человек по имени Мамед Эфенди, который когда-то приехал из Турции.

## История
В ходе Первой карабахской войны в 1993 году село перешло под контроль непризнанной НКР.
26 октября 2020 года Президент Азербайджана Ильхам Алиев объявил, что в ходе боевых действий в Нагорном Карабахе азербайджанская армия вернула контроль над селом.

## Население
Согласно материалам издания «Административное деление АССР», подготовленного в 1933 году Управлением народно-хозяйственного учёта Азербайджанской ССР (АзНХУ), по состоянию на 1 января 1933 года село Эфендилар входило в Гамзалинский сельсовет Зангеланского района Азербайджанской ССР.
Насчитывалось 28 хозяйств и 163 жителя, из которых 95 являлись мужчинами и 68 женщинами.
Национальный состав всего сельсовета (села Чайтумас, Гамзали, Юсуфбейли) на 76,3 % состоял из «тюрок» (азербайджанцев).